# François Huetz
François Huetz (* 5. Juni 2000) ist ein französischer Volleyballnationalspieler.

## Karriere
Huetz begann seine Karriere im Alter von fünf Jahren beim Club Maisons-Alfort. Anschließend spielte er bei CNM Charenton und trainierte im nationalen Trainingszentrum CNVB. Danach trat er für die Hauptstadt-Vereine Paris Volley und Paris UC an. 2021 wechselte Huetz zu Nantes Rezé Métropole Volley. Dort änderte er wegen Personalproblemen auch seine Position vom Außenangriff zum Mittelblock. Mit Nantes wurde er in der französischen Liga 2023 Vizemeister und 2024 Dritter. Außerdem gewann der Verein 2024 den nationalen Pokal. Im selben Jahr gab Huetz in der Nations League sein Debüt in der französischen Nationalmannschaft. Da Nantes für die Saison 2024/25 keine Lizenz bekam, wechselte der Mittelblocker zum deutschen Bundesligisten SWD Powervolleys Düren. Im DVV-Pokal 2024/25 unterlagen die Dürener mit 2:3 im Finale gegen die Berlin Recycling Volleys. Anschließend mussten sie sich in den Bundesliga-Playoffs bereits im Viertelfinale gegen den VfB Friedrichshafen geschlagen geben. In der Nations League 2025 spielt er wieder für Frankreich. Zur Saison 2025/26 kehrte Huetz zurück zu Paris Volley.